# Københavns IF
Københavns Idræts Forening (in forma abbreviata Københavns IF o KIF) è una società di atletica leggera danese con sede ad Østerbro, distretto di Copenaghen.
È stata fondata nel 1892, ed è, pertanto, il primo e più antico club di atletica leggera della Danimarca. Il nome è stato cambiato da Københavns Fodsports-Forening a Københavns Idræts Forening (KIF) nel 1914. Il club ha vinto quasi 600 campionati danesi e ha avuto una ventina di partecipanti olimpici. Ha i suoi impianti sportivi nell'Østerbro Stadion di Copenaghen ed è l'organizzatore di una delle più importanti competizioni danesi, l'Eremitageløbet. 

## Noti membri nel corso degli anni
- Eugen Schmidt
- Ernst Schultz
- Christian Christensen
- Johannes Gandil
- Nils Middelboe
- Henry Petersen
- Niels Holst-Sørensen
- Gunnar Nielsen
- Loa Olafsson
- Henrik Jørgensen
- Wilson Kipketer